# Liste der Kulturgüter in Nenzlingen
Die Liste der Kulturgüter in Nenzlingen enthält alle Objekte in der Gemeinde Nenzlingen im Kanton Basel-Landschaft, die gemäss der Haager Konvention zum Schutz von Kulturgut bei bewaffneten Konflikten, dem Bundesgesetz vom 20. Juni 2014 über den Schutz der Kulturgüter bei bewaffneten Konflikten sowie der Verordnung vom 29. Oktober 2014 über den Schutz der Kulturgüter bei bewaffneten Konflikten unter Schutz stehen.
Objekte der Kategorien A und B sind vollständig in der Liste enthalten, Objekte der Kategorie C fehlen zurzeit (Stand: 1. Januar 2023).

## Kulturgüter
| Foto | | Objekt                                                                            | Kat. | Typ | Standort                     | Beschreibung                               |
| ---- | --- | --------------------------------------------------------------------------------- | ---- | --- | ---------------------------- | ------------------------------------------ |
| BW   | Datei hochladen · Wikidata zu Birsmatten-Basisgrotte, mesolithische Wohnhöhle mit Bestattung (Q19362779) | Birsmatten-Basisgrotte, mesolithische Höhlenstation mit Bestattung KGS-Nr.: 09570 | A    | F   | Baselstrasse 608391 / 254880 | mesolithisch genutzte Höhle mit Bestattung |
| BW   | Datei hochladen · Wikidata zu Brügglihöhle (Q29679238)                                                   | Brügglihöhle, jungpaläolithische Höhlenstation KGS-Nr.: 12171                     | B    | F   | Baselstrasse 609419 / 254571 |                                            |
| ja   | Datei hochladen · Wikidata zu Römisch-katholische Kirche St. Oswald (Q29679253)                          | Römisch-katholische Kirche St. Oswald KGS-Nr.: 12172                              | B    | G   | Kirchgasse 9 609436 / 255259 |                                            |